# Bristol 223
Dimensions
Le Bristol type 223 est un projet d'avion supersonique de transport commercial britannique, réalisé par la société Bristol Aeroplane Company dans la fin des années 1950 et le début des années 1960. Ce projet rejoint dans un deuxième temps le projet concurrent de Super-Caravelle mené par Sud-Aviation.
British Aircraft Corporation, successeur de Bristol signe d'ailleurs un accord le 29 novembre 1962 avec la compagnie française Sud-Aviation afin de développer un avion de transport supersonique, qui prendra le nom de Concord en anglais et Concorde en français.
Reprenant les ailes à double courbures du bombardier Avro Vulcan et ses moteurs Rolls-Royce, le projet Concorde rendra possible le vol commercial supersonique.

## Comparaison avec la Super-Caravelle et Concorde
| Appareil                   | Bristol 223 | Super-Caravelle     | Concorde   |
| -------------------------- | ----------- | ------------------- | ---------- |
| Équipage technique         | 6           | N/A                 | 3          |
| Passagers                  | 90          | 100                 | 100        |
| Longueur                   | 53,8 m      | N/A                 | 61,6 m     |
| Envergure                  | 21,3 m      | N/A                 | 25,6 m     |
| Hauteur                    | 10,6 m      | N/A                 | 12,19 m    |
| Masse à vide               | 47 200 kg   | N/A                 | 79 300 kg  |
| Masse maximum au décollage | 144 200 kg  | N/A                 | 185 100 kg |
| Vitesse maximale           | 2 300 km/h  | 2 500 km/h          | 2 360 km/h |
| Autonomie                  | 5 300 km    | 2 000 km - 3 000 km | 6 200 km   |